# 野口登志
野口 登志（のぐち たかし）は、愛知県名古屋市を拠点に活動する舞台俳優。東京都出身。1983年 - 2008年の間、ロック歌舞伎スーパー一座にて、俳優、及び音楽担当等で活躍（2008年12月をもって同一座は解散）。吉例師走歌舞伎における屋号は「大多摩屋」。
　

## 代表作
- 吉例師走歌舞伎
  - 1997年（第10回）「隅田川花御所染（女清玄）」　盗賊・権助役
  - 1999年（第12回・結成20周年記念公演）「男伊達比翼稲妻」　不破伴左衛門役（主演）
  - 2000年（第13回）「鳴神不動清水桜」　早雲王子役
  - 2005年（第18回）「由比ガ浜仇討」　志賀台七役（主演）
- 大須オペラ
  - 2001年（第10回）「ブン大将」　ブン大将役（タイトル・ロール）
  - 2008年（第17回・大須オペラ最終公演）「パロマの前夜祭」　ヒラリオン役（主演・間瀬礼章とのWキャスト）

他多数。